# Il miracolo di Teofilo
Le Miracle de Théophile (in italiano Il miracolo di Teofilo) è un dramma liturgico in antico francese di Rutebeuf, messo in scena nel settembre del 1263 o del 1264. Esso racconta la storia di san Teofilo di Adana, che avrebbe venduto la sua anima al diavolo e poi, pentitosi, sarebbe stato salvato dalla Madonna.

## La vicenda
Secondo la leggenda l'economo Teofilo, morto forse nel 538, visse in Cilicia. La sua storia di peccatore ravvedutosi ebbe larga diffusione nel Medioevo e fu associata, per la similitudine dell'argomento, a quella di santa Maria Egiziaca (protagonista di un'altra opera di Rutebeuf, La vita di santa Maria Egiziaca, del 1263 circa).
Alla morte del vescovo, Teofilo, nell'opera presentato come un siniscalco, rifiutò di prenderne il posto, benché l'opinione pubblica lo spingesse a farlo per le sue grandi virtù: ciò fu la causa della sua disgrazia, perché il nuovo vescovo lo destituì e Teofilo, precipitato nella miseria, fu da tutti abbandonato. Qui inizia il dramma di Rutebeuf: il pio Teofilo, pieno di rancore, si reca dall'Ebreo Salatino e per suo tramite conclude un patto con il diavolo (chiamato Cahu); dopodiché recupera la sua ricchezza e i suoi onori ma compie ogni sorta di male, come recarsi dagli amici – anche quelli che non lo avevano tradito – e insultarli. Pentitosi poi (dopo sette anni secondo la leggenda), Teofilo invoca la Madonna, la quale prima lo sgrida e poi, di fronte a un rimorso sincero, promette di recuperare la charte che Teofilo aveva firmato e consegnato a Cahu; recuperatala, la porta a Teofilo il quale la consegna al vescovo per una pubblica lettura, affinché nessuno ricada nello stesso peccato.

## L'opera
Il dramma si colloca agli inizi della letteratura drammatica francese: esso adatta alla scena un "genere" letterario già praticato sotto forma di narrazioni in rima (come Il miracolo del sacrestano e di una dama compiuto dalla Madonna dello stesso Rutebeuf), il Miracolo.
L'opera è comunque abbastanza semplice: non intervengono mai più di due personaggi alla volta – e oltretutto i monologhi lirici prevalgono sui dialoghi – e mette in scena solo alcuni episodi esemplari della storia, senza indugiare sulle transizioni e sulle reazioni psicologiche dei personaggi – contando probabilmente sul fatto che il pubblico già conoscesse la vicenda narrata.
La metrica del testo è varia e alterna ottosillabi in rima baciata, strophes couées (due ottosillabi seguiti da un quadrisillabo che rima con gli ottosillabi successivi, secondo lo schema AAbBBcCCd ecc.), strofe di quattro alessandrini monorimi e quinari nella preghiera alla Vergine, per un totale di 663 versi.

## Adattamenti moderni
Nel Novecento, l'opera fu oggetto di una adattamento curato da Gustave Cohen, per l'esordio della compagnia teatrale Les Théophiliens, fondata con i suoi studenti alla Sorbona.  L'adattamento andò in palcoscenico il 7 maggio 1933, nella sala Louis-Liard della Sorbona, con la messa in scena affidata a René Clermont.